# Gran sello del estado de Míchigan
El gran sello del estado de Míchigan representa el escudo del estado sobre un campo de color azul claro.

## Escudo
En un escudo de color azul oscuro, el sol sale sobre un lago, una península y un hombre, que porta un gran fusil, con una mano levantada, representando la paz y, al mismo tiempo, la capacidad de defender sus derechos. Como soportes, un alce y un reno, símbolos de Míchigan, apareciendo como cimera un águila calva, que representa a los Estados Unidos.
El conjunto está rodeado por una cinta donde se lee «The Great Seal of the State of Michigan» (Gran Sello del Estado de Míchigan) y en la parte inferior «A. D. MDCCCXXXV» (1835 d. C.), año en que se convirtió en estado de la Unión.

## Lemas
El diseño muestra tres lemas en latín. Desde arriba hacia abajo:
1. En la cinta roja: «E Pluribus Unum» (De muchos, uno), lema de los Estados Unidos.
2. En el escudo azul oscuro: «Tuebor» (Defenderé).
3. En la cinta blanca: «Si Quaeris Peninsulam Amoenam Circumspice» (Si buscas una península agradable, mira a tu alrededor), que es el lema oficial del estado. Fue adoptado en 1835 y se dice que está basado en aquel que, como tributo al arquitecto Christopher Wren, está escrito en la catedral de San Pablo (Londres): «Si monumentum requiris, circumspice» (Si buscas un monumento, mira a tu alrededor).

## Sellos del Gobierno de Míchigan

Sello del Gobernador
Sello de la Secretaría de Estado
Sello de la Procuraduría General
Sello de la Hacienda